# Сігерні (Айова)
Сігерні (англ. Sigourney) — місто (англ. city) в США, в окрузі Кіокак штату Айова. Населення — 2004 особи (2020).

## Географія
Сігерні розташоване за координатами 41°20′3″ пн. ш. 92°12′16″ зх. д. / 41.33417° пн. ш. 92.20444° зх. д. (41.334097, -92.204542).  За даними Бюро перепису населення США в 2010 році місто мало площу 5,65 км², уся площа — суходіл.

## Демографія
Згідно з переписом 2010 року, у місті мешкало 2059 осіб у 878 домогосподарствах у складі 537 родин. Густота населення становила 364 особи/км².  Було 987 помешкань (175/км²).
Расовий склад населення:
| - 98,2 % — білих - 0,7 % — чорних або афроамериканців - 0,3 % — азіатів - 0,2 % — корінних американців |

До двох чи більше рас належало 0,4 %. Частка іспаномовних становила 0,4 % від усіх жителів.
За віковим діапазоном населення розподілялося таким чином: 22,5 % — особи молодші 18 років, 52,3 % — особи у віці 18—64 років, 25,2 % — особи у віці 65 років та старші. Медіана віку мешканця становила 45,1 року. На 100 осіб жіночої статі у місті припадало 88,7 чоловіків;  на 100 жінок у віці від 18 років та старших — 86,5 чоловіків також старших 18 років.
Середній дохід на одне домашнє господарство  становив 49 516 доларів США (медіана — 39 750), а середній дохід на одну сім'ю — 63 820 доларів (медіана — 54 808). Медіана доходів становила 39 318 доларів для чоловіків та 32 700 доларів для жінок. За межею бідності перебувало 16,2 % осіб, у тому числі 18,1 % дітей у віці до 18 років та 17,9 % осіб у віці 65 років та старших.
Цивільне працевлаштоване населення становило 900 осіб. Основні галузі зайнятості: освіта, охорона здоров'я та соціальна допомога — 34,4 %, виробництво — 15,9 %, роздрібна торгівля — 10,0 %, мистецтво, розваги та відпочинок — 6,3 %.